# E.Deorbit
e.Deorbit is een nieuw project van de ESA om grote, afgedankte satellieten weg te halen uit hun lage omloopbaan om de aarde, waar zij een reële bedreiging worden voor de ruimtevaart. Tegen 2023 wil de ESA de eerste satelliet uit zijn baan plukken en laten opbranden in de atmosfeer.
Meer dan 75% van het ruimteschroot bevindt zich in een lage baan (beneden de 2000 kilometer) om de aarde. Zelfs als men nu zou stoppen met nieuwe lanceringen, zou het ruimteschroot toenemen door de onophoudelijke botsingen. De enige oplossing is de grote objecten verwijderen. Dan nog zullen de kleinere objecten (bouten, gereedschap e.d.) een probleem blijven vormen voor nieuwe missies.
Het onderliggende idee is eenvoudig: een satelliet vangt een andere. e.Deorbit zal een rendezvous maken met een afgeschreven satelliet en deze afvoeren naar de atmosfeer, waar beide veilig zullen opbranden. Er moet nog uitgemaakt worden welke methode van "vangen" zal gebruikt worden. Er zijn drie methoden voorgesteld:
- vastnemen met een robotarm
- enteren met een harpoen
- vangen met een net

Hoe eenvoudig het idee is, zo moeilijk is de uitvoering ervan. De missie is iets dat de ESA tot nu toe nog nooit gedaan heeft. De "jachtsatelliet" zal een zeer gesofisticeerd geleidingssysteem moeten hebben voor navigatie en controle bij de entering van de doelsatelliet. Daarna moet de sleep versneld worden om samen in een lagere baan gebracht te worden. Hierbij zal de koppeling van beide bestand moeten zijn tegen de krachten die erop zullen werken. De satelliet zal ook een hoge mate van autonomie moeten hebben, omdat realtime sturing tijdens de entering niet praktisch is.
Dit zal een hele uitdaging vormen voor de Europese industrie, die waarschijnlijk een hele reeks van bergingssatellieten zal voorstellen die allerhande diensten zullen aanbieden, zoals het uitvoeren van reparaties of bijtanken van satellieten.